# TURBOMOLE
TURBOMOLE ist ein Softwarepaket für Ab-initio-Berechnungen der elektronischen Struktur von Molekülen in der Quantenchemie, das ab den 1980er-Jahren in der Arbeitsgruppe um Reinhart Ahlrichs an der Universität Karlsruhe und dem Forschungszentrum Karlsruhe entwickelt wurde. Damit wurde es möglich, Wellenfunktionen, Geometrien und Eigenschaften großer Moleküle zu berechnen. Dies kann auf dem Niveau der Hartree-Fock-Methode, der DFT oder korrelierten Wellenfunktionsmethoden wie Coupled-Cluster-Theorie oder Møller-Plesset-Störungstheorie durchgeführt werden. Nach Bestimmung der Molekülstruktur können mit einer Vielzahl von Modulen wichtige chemische und physikalische Eigenschaften berechnet werden. 
TURBOMOLE gilt als eines der schnellsten und stabilsten Programme für quantenchemische Berechnungen und Darstellungen.

## Entwicklung
Bis 2007 wurde die Basis des Programms von Post-Doktoranden und Studenten um Ahlrichs konzipiert und geschrieben. Mit der Zeit gestalteten sich die Umstände dahingehend, dass Ahlrichs in den Ruhestand gegangen war, und einige Wissenschaftler seines Teams immer noch etwas zum Programm beigetragen und sich dafür verantwortlich gezeigt haben, jedoch in unterschiedliche Richtungen von der Universität Karlsruhe abgegangen waren. Dementsprechend zeigte es sich notwendig, ein eigenes unabhängiges Unternehmen zu gründen. Im Jahre 2007 wurde von den hauptsächlichen Entwicklern des Programms die TURBOMOLE GmbH mit Sitz in Karlsruhe gegründet. Die Mitbegründer des Unternehmens waren Reinhart Ahlrichs, Filipp Furche, Christof Hättig, Willem Maarten Klopper, Marek Sierka und Florian Weigend. Letztere beide sind heute die Vorstandsvorsitzenden. Dieses Unternehmen trägt heute die Verantwortung für die Koordination der wissenschaftlichen Entwicklung und hält alle Kopierrechte und das Geistige Eigentum des Programms TURBOMOLE. Teil der Unternehmensphilosophie ist es, die gesamten Einnahmen in die Weiterentwicklung des Programms zu investieren.
Mit ständiger Weiterentwicklung ist in den fast 25 Jahren des Bestehens des Programms ein sehr umfangreiches Werkzeug entstanden, das akademisch und industriell genutzt wird. Mittlerweile kann es in Forschungsfeldern die heterogene und homogene Katalyse, die organische und anorganische Chemie, Spektroskopie und Biochemie betreffend eingesetzt werden.

## Applikationen
Folgende Applikationen werden unter anderen vom Programm TURBOMOLE abgedeckt:
- Berechnung von Energie, Wellenfunktion und Geometrie im elektronischen Grundzustand, wie z. B. nach folgenden Methoden:
  - Hartree-Fock-Methode
  - Dichtefunktionaltheorie
  - Møller-Plesset-Störungstheorie (MP2, MP3, MP4)
  - Coupled-Cluster-Theorie (CC2, CCSD, CCSD(T), CC3)
- Berechnungen in elektronisch angeregten Zuständen, wie z. B. nach folgenden Methoden:
  - Time-dependent DFT
    - Random-Phase-Approximation (RPA)
    - Tamm-Dancoff-Näherung (TDA)

  - Configuration Interaction Singles (CIS)
  - CC2 approximative Coupled-Cluster-Theorie
  - CCSD Coupled-Cluster mit Einfach- und Doppelanregungen
  - algebraisch-diagrammatische Konstruktion 2. Ordnung (ADC(2))
- Ermittlung des Übergangszustands
- ab-initio Moleküldynamik
- diverse Eigenschaften und Spektren, wie z. B.:
  - IR-Schwingungsspektroskopie
  - NMR-Spektroskopie
  - UV/VIS-Spektroskopie
  - Raman-Spektroskopie
  - ECD-Spektroskopie
  - VCD-Spektroskopie
  - Zweiphotonen-Spektroskopie
  - Zwei-Photonen-Circulardichroismus
  - Phosphoreszenz-Lebensdauern

Weiterhin existiert eine grafische Benutzerschnittstelle.